# شب‌پره‌های دریایی
شب‌پره‌های دریایی (نام علمی: Pegasidae) نام یک تیره از راسته خارماهی‌سانان است.